# Pavel Batickij
Pavel Fjodorovič Batickij (27. červen 1910, Charkov – 17. únor 1984, Moskva) byl sovětský vojevůdce a maršál Sovětského svazu ukrajinského původu. Maršálem Sovětského svazu se stal v dubnu 1968.
Batickij sloužil v Rudé armádě od roku 1924 a od roku 1966 do roku 1978 byl vrchním velitelem protivzdušné obrany. Po Stalinově smrti byl v prosinci 1953 vybrán, aby osobně vykonal popravu Lavrentije Berii, bývalého šéfa NKVD, jako součást spiknutí vedeného Chruščovem a za pomoci maršála ozbrojených sil Georgije Žukova (Batickij byl v té době generálplukovník a zástupce velitele Moskevského vojenského okruhu). Tak se stal budoucím maršálem Sovětského svazu, který osobně zabil bývalého maršála Sovětského svazu (Berija rovněž zastával tuto pozici od roku 1945 až do června 1953, kdy byl zatčen). Zemřel v roce 1984 v Moskvě.

## Vojenské hodnosti
- 27. prosince 1941: plukovník
- 25. září 1943: generálmajor
- 11. května 1949: generálporučík
- 3. srpna 1953: generálplukovník
- 5. května 1961: armádní generál
- 15. dubna 1968: maršál Sovětského svazu